# Сычёв, Дмитрий Евгеньевич
Дми́трий Евге́ньевич Сычёво файле (род. 26 октября 1983, Омск) — российский футболист, нападающий.
В 2002—2010 годах играл за сборную России, в составе которой стал бронзовым призёром чемпионата Европы 2008 года. Чемпион России 2004 года, в том же году признан футболистом года в России как по опросу игроков, так и по опросу журналистов. Заслуженный мастер спорта России (2008). По опросу ВЦИОМ дважды становился самым популярным футболистом России (2005, 2006).
Выступал на позиции нападающего, однако некоторые тренеры использовали его также на позиции полузащитника: Владимир Ковылин в тамбовском «Спартаке» (под нападающими), Ален Перрен в «Марселе» (правый и левый фланг), Анатолий Бышовец в «Локомотиве» (слева), Гус Хиддинк наигрывал его на правом фланге в контрольных встречах перед Евро 2008. По его собственному признанию, ему была ближе игра «под нападающим», так называемая игра десятого номера — футболиста, который участвует в созидании, а не только завершает атаки. Хорошо бил с обеих ног (с правой — точнее, с левой — сильнее), но считает, что удар на точность не был его «коньком». Несмотря на средний рост, неплохо играл головой. Обладал способностью далеко выбросить мяч из аута.

## Биография

### Детство
Дмитрий Сычёв родился в Омске, в семье легкоатлетки Елены Семёновны и футболиста Евгения Михайловича Сычёва, выступавшего в омских клубах низших лиг. Отец с детства прививал сыну любовь к футболу, водил его на стадион и брал на тренировки своего «Динамо», где ему даже позволяли отрабатывать удары по воротам.
Учился в школе № 77, в специально созданном спортивном классе для мальчиков. Ему часто поручали наводить порядок в коллективе, считали способным учеником. Дмитрий учился достаточно хорошо, особенно любил английский язык и, несмотря на повышенное внимание сверстниц, оставался верен спортивному режиму и тренировкам. Более всего симпатизировал итальянскому футболу. Во время учёбы во втором и третьем классах параллельно с футболом занимался хоккеем.

### «Динамо» (Омск)
Первым тренером Димы в СДЮШОР № 20 спортивного общества «Динамо» стал Михаил Семерня, к которому он пришёл в 1993 году. На тренировках обычно отличался большим усердием. В местной юношеской команде 1983 года рождения юный футболист стал капитаном и одним из лидеров. Поскольку команда собралась довольно сильная, им удалось выиграть Кубок Урала и попасть на чемпионат России, где Сычёв себя очень хорошо проявил, играя на позиции «под нападающими» и забивая много голов. Иногда Сычёв играл в футбол с девочками, которых тренировал его отец. Сейчас в этой школе учреждён «Приз Сычёва», вручаемый лучшему бомбардиру.

### «Смена» и «Зенит» (Санкт-Петербург)
Его игры за сборную уральского региона среди сверстников произвели наилучшее впечатление на функционеров из петербургской футбольной академии «Смена», куда его и пригласили после девятого класса вместе с другим известным футболистом Дмитрием Мичковым. В составе «Смены» Сычёв стал чемпионом города и получил вызов в юниорскую сборную России 1983 года рождения.
Известно, что в первой половине 2000 года футболист пробовал закрепиться в дубле «Зенита», что ему не удалось. Там он тренировался под руководством Льва Бурчалкина вместе с будущими известными зенитовцами: Александром Кержаковым и Максимом Астафьевым. Когда он выступал на юношеском чемпионате Европы, его отец не нашёл общего языка с руководством «Зенита» и вернул сына в Омск.

### Сборная России игроков 1983 года рождения

#### Подготовка к чемпионату Европы 2000
Сборная России 1983 года рождения, куда был вызван Сычёв, ставила перед собой цель пробиться на чемпионат Европы для своих сверстников, который должен был пройти в 2000 году в Израиле. Возглавил команду молодой специалист Сергей Стукашов. Он заметил игрока ещё в 1998 году на первенстве регионов и уже тогда разглядел в нём большой потенциал.
На пути к чемпионату команда выиграла международный товарищеский турнир среди одногодок, который проходил в Калининграде в августе 1999 года. Там Сычёв отметился дублем в матче против белорусов.
Отборочные игры к турниру проводились в Москве: 15 сентября была обыграна Мальта (5:0), 17 — Литва (5:1) и 19 — Армения (8:1). В последней из игр Сычёв отметился хет-триком. Стопроцентный результат обеспечил команде выход в финальную часть.
В ходе подготовки к финальным играм в январе 2000 года сборная одержала победу на международном турнире в Дубае, где были повержены сборные 1984 года рождения из Туркменистана и из ОАЭ (две). Сычёв забил три мяча командам Эмиратов.
С 8 по 22 февраля в ходе сбора на Кипре россияне сыграли 3 контрольных матча с местными сверстниками (3:1, 2:1 и 2:2). Сычёв забил по голу в каждой из победных игр.

#### Чемпионат Европы 2000
В проходившем с 1-го по 5 мая групповом турнире Россия встречалась с Англией (3:2), Ирландией (3:0) и Португалией (2:1). В первых двух встречах Сычёв выходил в стартовом составе, в ничего не решающем противоборстве с португальцами — заменил Владимира Зеленовского на 54-й минуте, но голами не отметился.
Счёт в четвертьфинальном матче на 10-й минуте открыл голландец Клас Ян Хюнтелар. Незадолго до перерыва отличный момент сравнять счёт не реализовал Сычёв, пробив головой в миллиметрах от штанги. Во втором тайме Джон Хейтинга и Рафаэл ван дер Варт, забив по голу, обеспечили себе выход в полуфинал, выбив россиян из турнира. Сычёв был заменён на 75-й минуте Александром Добролюбовым.
На этом чемпионате Сычёв не стал первой звездой даже в своей сборной: более впечатляюще провели его, например, нападающие Александр Сергеевич Шешуков, который занимался в одной группе с ним ещё в СДЮШОР, и Дмитрий Александрович Кудряшов, забившие по два гола. Однако наставник той команды Сергей Стукашов признаёт, что уже тогда он выделялся на фоне своих партнёров. Кроме неплохой игры, его отличало внимание к наставлениям тренера.

#### Турнир памяти Александра Шкадова
В октябре Сычёв был признан лучшим нападающим турнира памяти Александра Шкадова, где он забил 3 мяча сверстникам из Литвы, Казахстана и юношеской команды футбольного клуба «Кристалл» из Смоленска, где и проходили игры.

#### Мемориал Гранаткина
В январе 2001 года сборная 1983 года рождения принимала участие в первом возрождённом турнире памяти Гранаткина, который проходил в Санкт-Петербурге. В первом матче группового турнира, где россияне неожиданно уступили Китаю (1:2), Сычёв также неожиданно оказался на левом фланге полузащиты и, ничем не проявив себя, был заменён на 73-й минуте на Егорова. Во втором матче были переиграны белорусы: всё началось с дубля Сычёва, который был оформлен уже к 27-й минуте (первый мяч забит на добивании, второй — великолепным ударом с 30 метров), но во втором тайме счёт сравнялся. На 73-й минуте Сычёва вновь сменил Егоров, что произошло уже после победного гола россиян. Третья игра завершилась разгромом сборной Санкт-Петербурга: Сычёв забил дважды в первом тайме, после которого был заменён на Соколова, что позволило ему в итоге с четырьмя мячами выиграть гонку бомбардиров турнира. Полуфинал, в котором была переиграна Украина, Сычёв отыграл полностью, но не забил. В финале сборная взяла реванш у китайцев: основное время матча закончилось вничью (2:2), но серия пенальти осталась за европейцами — 4:3. Сычёв выполнил результативный прострел на Кудряшова, а также записал на свой счёт несколько опасных моментов и передач, став одной из самых заметных фигур на поле.
После столь удачно проведённого турнира Сычёв получил ряд предложений от известных клубов, в том числе от московского «Торпедо» и петербургского «Зенита», а также от ведущих клубов Украины и Германии, однако футболист предпочёл остаться в тамбовском «Спартаке», куда он попал в июне 2000 года.

#### Кубок Ататюрка
В июне команда провела в Турции турнир на Кубок Ататюрка. В четырёх играх Сычёв забил 3 гола (2 — румынам, 1 — словакам). Россия заняла в соревновании третье место.

#### Подготовка к чемпионату Европы
В августе команда Стукашова собралась для подготовки к отборочным играм к грядущему европейскому первенству для игроков не старше 19 лет, прошедшему в Норвегии.
14 августа Сычёв отметился голом в товарищеском матче против Турции, 16-го забил им ещё один гол. В официальных же отборочных играх, проходивших в Литве, с командами Кипра и хозяев Сычёв отличился только один раз, поразив ворота островитян, что не помогло России обойти прибалтов. Это были последние матчи в истории команды.

### «Спартак» (Тамбов)
В тамбовский «Спартак», выступавший тогда во Втором дивизионе, Сычёв перешёл в июне 2000 года вместе со своим знакомым по омской СДЮШОР, «Смене» и юношеской сборной — Александром Шешуковым. Перейти ему туда посоветовал после юношеского чемпионата Европы его агент — Алексей Соколов.
Главный тренер тамбовчан Владимир Ковылин использовал Сычёва на разных позициях: нападающего, крайнего, под нападающими. Молодой игрок много времени уделял самосовершенствованию, тренируясь больше других. В команде преимущественно выступали местные игроки, и Сычёв, находясь в несколько обособленном положении, сдружился с ростовчанином Михаилом Рудковским. Здесь же пересеклись его пути с другой восходящей звездой российского футбола — Юрием Жирковым, который играл в родном Тамбове с 2001 по 2003 год, однако тогда Жирков играл в дубле, а Сычёв — в основе.
В 2001 году Сычёв мог сменить клуб, но предпочёл с этим повременить. Например, в феврале на протяжении двух недель он и Шешуков находились в дубле донецкого «Шахтёра», где, несмотря на его неплохие результаты, сомневались в его будущем в футболе, ошибочно признав его печень больной. По словам президента тамбовского клуба Сергея Байбекова, это было единственное официальное предложение по Сычёву. Там футболисты провели 5 контрольных матчей за украинский клуб и 4 из 7 мячей команды забил Сычёв. Ездили они и во Францию. Там Сычёв мог остаться в «Меце», в котором было проведено 3 недели, но у клуба были проблемы с финансами, а французский агент запросил у них большой гонорар, после чего сделка не состоялась. С «Нантом» уже была достигнута договорённость, но игроки сами отказались выступать за молодёжную команду клуба, в которой было мало европейцев, что говорило бы о трудностях в адаптации. В мае стало известно уже и об интересе к талантливому форварду и со стороны «Гамбурга», и московского «Спартака». В августе он находился на просмотре в ЦСКА, где оставил о себе хорошее впечатление. Были и две недели тренировок в Тарасовке.

#### Впервые в карьере
Следующие важные события в карьере игрока произошли в бытность его игроком этой команды:
- Свой первый матч в большом футболе Сычёв провёл 25 июня 2000 года в домашней игре Второго дивизиона России против курского «Авангарда» на стадионе «Спартак», заменив по ходу игры Владислава Голякова[45][46].
- Свой первый гол в большом футболе Сычёв забил 3 августа в гостевой игре Второго дивизиона против «Орла» на Центральном стадионе в ворота, защищаемые вратарём Андреем Романовым[46][47].
- Свой первый полный матч в большом футболе Сычёв провёл 18 августа в домашней игре Второго дивизиона против «Ельца». Тогда же он забил свой второй гол в профессиональной карьере[48].
- Свою первую жёлтую карточку в большом футболе Сычёв получил 27 августа 2000 года в гостевой игре Второго дивизиона России против «Коломны»[49].
- Свой первый гол в Кубке России Сычёв забил в первом же своём матче на этот трофей, 20 апреля 2001 года в домашней игре 1/256 финала против липецкого «Металлурга»[50].

### «Спартак» (Москва)

#### Зимние сборы
В декабре 2001 года Сычёв отправился на сборы в Турцию в составе ставшего в том году чемпионом России московского «Спартака». Привёз его из Тамбова в Москву тренер новоиспечённых чемпионов Вячеслав Грозный, который и настоял на его участии в турецких сборах. Несмотря на то, что в декабре тамбовчане подписали новый контракт с игроком, уже к 4 января вопрос с его трансфером был решён.
Дебютировал Сычёв в составе «Спартака» 8 января на турецком турнире Efes Pilsen Cup в матче против местного «Галатасарая», заменив Романа Василюка на 65-й минуте. Такую оценку он получил от «Спорт-Экспресса»:

#### Кубок Содружества
Вместе со «Спартаком» Сычёв принял участие в Кубке чемпионов Содружества 2002 года, который проходил в московском спорткомплексе «Олимпийский» с 19 по 27 января. Матч-открытие этого турнира стал дебютом для него в официальных матчах за новую команду: на 61-й минуте он заменил Василюка и через 11 минут классным ударом забил гол в ворота ферганского «Нефтчи», поставив точку в матче — 3:0. На следующий день, в матче с тираспольским «Шерифом», он сменил Василюка на 51-й минуте, когда счёт уже был 3:1 в их пользу. Через 9 минут он уже забил гол с передачи Эдуарда Цихмейструка, а через минуту, отобрав мяч у молдаван, отдал результативную передачу бывшему напарнику по юношеской сборной — Кудряшову. Контракт с «красно-белыми» Сычёв подписал по ходу Кубка Содружества, 21 января. Цена трансфера составила всего 3000 долларов США. Уже на следующий день он вышел в стартовом составе на матч против «Пюника» и отличился на 34-й минуте с паса находившегося на просмотре бразильца Андерсона.
В четвертьфинальной игре против «Торпедо» из Кутаиси Сычёв вышел на замену Василюку уже на 34-й минуте и смог отметиться голом с передачи Егора Титова на 82-й. В полуфинале россияне уверенно переиграли «Каунас» (4:0); Сычёв, сменивший в начале второго тайма Александра Данишевского, отметился на 83-й минуте, убежав в отрыв и поставив точку в матче. В финальном противостоянии с извечным соперником — киевским «Динамо» — Сычёв появился на 52-й минуте вместо Александра Павленко. Ему удалось забить последний гол турнира (в верхний угол с линии штрафной), который не спас москвичей от поражения (3:4).
Таким образом, Сычёву удалось установить своеобразный рекорд: выходя на поле в каждом матче своей команды, он отмечался каждый раз забитым мячом. Также он был включён в символическую сборную турнира. Многие клубы захотели перекупить талантливого игрока, но было уже поздно. Несмотря на то, что больше в это межсезонье Сычёв не забивал, игру он показывал того же уровня, что и на этом турнире.

#### Чемпионат России
Сычёв вышел в первом же туре чемпионата в стартовом составе и доиграл до 78-й минуты, когда его заменили на Данишевского. Это произошло 8 марта в Лужниках, где действующие чемпионы разошлись миром с «Ростсельмашем» — 0:0. 12 марта там же был переигран ярославский «Шинник», Сычёв отметился дублем: первый гол был забит головой с подачи Цихмейструка, второй — после сольного прорыва на 30 метров, когда мяч был перекинут через вышедшего вратаря Евгения Корнюхина (этот гол был признан самым красивым в туре). В итоге, молодой спартаковец был признан лучшим игроком матча и включён в символическую сборную тура. Также Сычёв стал вторым по молодости футболистом, забившим гол в главной лиге России, уступив своему тогдашнему партнёру по атаке Владимиру Бесчастных, которому на момент первого забитого мяча было 17 лет и 363 дня против 18 лет и 137 дней Сычёва.
Свой голевой почин Сычёв поддержал уже в следующем туре, забив «Крыльям Советов» в Самаре, после чего возглавил зачёт среди футболистов по системе «гол+пас» (3+1), став самым молодым в истории лидером по этому показателю. 22 марта Сычёв стал лучшим игроком своей команды в дерби, проигранном «Локомотиву» — 2:1. Это было его первое поражение в составе нового клуба.
31 марта в матче 5-го тура Сычёв на последних минутах матча сравнял счёт в Махачкале в игре с «Анжи», после чего с пятью голами возглавил гонку бомбардиров, став её самым молодым единоличным лидером за всю историю. Тренер «красно-белых» Олег Романцев после игры признал, что команда «выезжает» только за счёт покупки восемнадцатилетнего «козыря». Также его признали лучшим игроком чемпионата в марте.
До перерыва, связанного с мировым первенством, молодому спартаковцу удалось оформить дубль в матче с «Ротором» (один из голов оказался 700-м голом его клуба в чемпионатах России), а также забить по голу «Алании» и «Сатурну-REN-TV». Слабый матч был сыгран против ЦСКА, когда действующие чемпионы проиграли в главном московском дерби по всем статьям. Хотя все спартаковцы выглядели не лучшим образом, себя Сычёв признал худшим на поле. На чемпионат мира Сычёв отправился в ранге лучшего бомбардира чемпионата, лидера по показателю «гол+пас». При этом Бесчастных вспоминает, что Сычёв в этих матчах ещё не разобрался в тонкостях спартаковской игры: заигрывался с мячом и ускорялся в ещё не подготовленные атаки, за что получал множество упрёков от партнёров.

### Чемпионат мира 2002

#### Подготовка к турниру
Олег Романцев, совмещавший посты главного тренера в московском «Спартаке» и сборной России, 10 февраля 2002 года сенсационно вызвал в первую команду страны, готовившуюся к скорому чемпионату мира в Японии и Корее, своего клубного восемнадцатилетнего подопечного Дмитрия Сычёва на матч со сборной Ирландии. Поскольку решение о вызове было принято вечером, накануне отлёта, самолёт, отправлявшийся в Дублин, пришлось задержать на 20 минут, чтобы успеть доставить заграничный паспорт к самолёту из клубного офиса. В самой игре Сычёв участия не принимал, оставшись на скамейке запасных. Однако серьёзный интерес к футболисту со стороны будущих соперников по чемпионату мира уже был проявлен.
Следующую игру своей сборной футболист отыграл полностью. Его дебют пришёлся на товарищеский матч с Эстонией, прошедший 27 марта в Таллине, на «А. Ле Кок Арене». Хотя россияне неожиданно уступили в этой игре (2:1), Сычёв смог проявить себя с лучшей стороны, нанеся несколько опасных ударов и отдав тонкую результативную передачу на партнёра по «Спартаку» — Бесчастных. 17 апреля на «Стад де Франс» в матче против французов Сычёв вышел на 66 минуте, заменив Бесчастных. Несмотря на несколько опасных моментов, в том числе прорыв Сычёва по правому флангу, когда он обогнал Лилиана Тюрама, ни ему, ни кому-либо другому в этом матче отличиться не удалось.
С 17 по 19 мая в Москве проходил товарищеский турнир четырёх «Кубок LG», куда были вызваны 27 кандидатов в сборную России. В первом матче (полуфинал с белорусами) Сычёв на поле не вышел, а его команда проиграла по пенальти. В матче за третье место с командой Югославии Сычёв вышел сразу после перерыва и за несколько минут до конца матча сравнял счёт, забив Драгославу Евричу свой первый гол за первую сборную. До 26 марта 2023 года Дмитрий оставался самым молодым автором гола в истории сборной России (возраст 18 лет 6 месяцев и 23 дня), пока его не обошёл Сергей Пиняев (возраст 18 лет 4 месяцев и 24 дней), забив в товарищеском матче со сборной Ирака. Матч был так же, как и предыдущий, проигран по пенальти. 20 мая фамилия Сычёва была включена в заявку на мундиаль. Он стал самым молодым игроком за историю СССР и России, включённым в заявку на мировое первенство и первым восемнадцатилетним вообще. До этого самым молодым был девятнадцатилетний Сергей Родионов на чемпионате мира 1982 года.

#### Финальный турнир
Сычёв вышел на поле в первом же матче сборной. 5 июня в игре против Туниса к 55-й минуте, когда он заменил Бесчастных и присоединился в атаке к Пименову, счёт не был открыт, а у африканцев было два очень опасных момента. Уже через 4 минуты Сычёв после передачи Марата Измайлова переадресовал мяч Егору Титову, который и открыл счёт ударом низом. На 64-й минуте, приняв в рывке мяч от Валерия Карпина, Сычёв был сбит в штрафной Радхи Жаиди. Пенальти реализовал Карпин. На 86-й минуте Сычёв не смог воспользоваться ошибкой на выходе вратаря Али Бумнижеля, пробив мимо пустых ворот. В этом матче Сычёв установил рекорд среди всех советских и российских футболистов, выступавших на чемпионатах мира: в момент выхода на поле ему было 18 лет и 222 дня, что более чем на год меньше возраста предыдущего рекордсмена Сергея Родионова, который вышел на ЧМ-1982 играть в матче против Новой Зеландии в 19 лет и 289 дней. Ещё до чемпионата мира компания ТНК-BP пообещала вручать автомобиль «Порше» лучшему, по мнению болельщиков, игроку каждого победного матча россиян, а в этом матче им и был признан Сычёв.
В следующей игре 10 июня с хозяевами — сборной Японии — Сычёв появился на поле сразу после перерыва. Он отметился несколькими дальними ударами по воротам, но создать по-настоящему опасный момент ему не удалось. Тем не менее, он был признан лучшим игроком в своей команде, которая уступила 0:1, несколькими авторитетными источниками.
14 июня в решающем матче с бельгийцами, где России было достаточно не проиграть для выхода из группы, Сычёв заменил неплохо начавшего встречу Алексея Смертина уже на 34-й минуте, когда они проигрывали 0:1. В первом тайме ему ничего особенного показать не удалось, зато уже на 7-й минуте второго тайма Дмитрий Хохлов продольным пасом вывел его один на один со вратарём Гертом Де Влигером. Удар юного спартаковца голкипер отразил плечом, но отскочивший мяч добил в ворота Владимир Бесчастных. После он создал ещё пару опасных моментов, но они не были реализованы. Бельгия же забила ещё дважды. К 82-й минуте россиянам нужно было отыгрывать два мяча, но удалось отыграть только один: на 88-й минуте Александр Кержаков передачей отправил Сычёва на дуэль с Де Флигером, из которой он вышел самым молодым автором гола на этом чемпионате. На тот момент среди всех голеадоров всех чемпионатов мира только четверо оказались моложе его: Пеле (17 лет 239 дней, 1958), Мануэль Росас (18 лет 93 дня, 1930), Майкл Оуэн (18 лет 190 дней, 1998) и Николае Ковач (18 лет 197 дней, 1930). После финального свистка Сычёв со слезами покидал поле, как и сам Сычёв стал единственным светлым моментом в выступлении этой команды. Сычёв также был признан лучшим игроком матча среди россиян.
После чемпионата сильно возрос интерес к юному российскому форварду как в стране, так и за рубежом. Если на родине на него стали смотреть как на будущее всего российского футбола (на какой-то момент имя Сычёва стало даже нарицательным), то в других странах его рассматривали как потенциального новичка какого-нибудь известного клуба. Наиболее привлекателен был он для итальянских клубов. Конкретные предложения приходили также из Англии и Германии, но отпускать игрока в 2002 году клуб не хотел.

### Дело Сычёва

#### История конфликта
По возвращении из Японии Сычёв провёл за «Спартак» ещё 7 матчей и забил 2 гола. Последний забитый мяч пришёлся на принципиальный и зрелищный домашний матч против «Зенита», прошедший 10 июля. Забив решающий красивый гол, Сычёв снял футболку, под которой зрители могли видеть майку с надписью «Кто мы? Мясо!», за что получил предупреждение от арбитра Игоря Егорова. В 2001 году в такой майке был замечен Егор Титов, а Сычёв ходил в ней постоянно на протяжении трёх месяцев. Этот момент очень часто припоминают ему болельщики «красно-белых». В том же матче Сычёв получил частичное повреждение сумочно-связочного аппарата левого голеностопного сустава, из-за чего вернуться на поле смог только через 20 дней, в ответном матче с петербуржцами. Последнюю игру за этот клуб Сычёв провёл на стадионе имени Эдуарда Стрельцова 16 августа против «Алании», в перерыве его заменили на Данишевского.
Тем временем, «Милан» всерьёз нацелился на молодого нападающего, на переговоры в Италию вылетал президент клуба Андрей Червиченко. В спор за игрока также вступили «Реал Мадрид», «Ювентус», «Парма» и «Бавария». Причём миланцам нужно было торопиться, так как за летнее трансферное окно любому клубу Серии A можно было подписать контракт только с одним футболистом не из Евросоюза. По сообщениям итальянских СМИ, «Спартак» рассчитывал заработать на трансфере 10 млн евро, но другая сторона не собиралась выкладывать более 8 млн. Сам Червиченко заявлял, что весь ажиотаж создаётся лишь футбольными агентами, а у игрока действующий контракт до 2006 года.
В начале августа у Сычёва возникли трудности в клубе: ему не выплатили зарплату за июль, от него требовали подписания нового контракта. Старый, подписанный 21 января, руководством предлагалось пересмотреть из-за вступления 1 февраля в силу нового Трудового кодекса РФ. Однако Сычёв заметил, что клуб не выполнил перед ним одно из своих обязательств по старому договору: не были выплачены подъёмные в размере 10 000 долл., также футболист не получил своего экземпляра трудового договора. Условия нового трудового договора «Спартак» категорически отказывался обсуждать с его законными представителями. Ежемесячная зарплата Сычёва по первому договору составляла 4000 рублей, в марте была увеличена до 5000 долл., и официально претензий по этому вопросу не предъявлялось.
Будучи не в состоянии самостоятельно справиться с ситуацией, он вызвал в Москву своего отца, который прибыл 14 августа. На следующий день в кабинете президента клуба Андрей Червиченко, Александр Шикунов (спортивный директор), Олег Романцев и Владимир Федотов (тренер) устроили ему перекрёстный допрос, спрашивали, зачем приехал отец и чего он хочет. Ему сказали, что если он хочет и дальше выступать за этот клуб, он обязан подписать все предложенные бумаги, иначе его ждут большие неприятности. Поздним вечером того дня Евгений Сычёв, отец Дмитрия, прибыл на базу в Тарасовку и 3 часа беседовал с Романцевым.
16 августа, за два часа до игры с владикавказцами, Сычёв подал президенту клуба заявление о расторжении контракта, а 18 августа забрал все свои вещи и покинул базу, отправившись на сбор национальной команды в «Бору». В заявлении об уходе, поданном руководству, футболист выразил недовольство относительно неблагоприятной обстановки в команде и невыполнения клубом ряда обязательств по контракту, хотя Червиченко говорил об их «перевыполнении». У Олега Романцева, принявшего этот поступок подопечного близко к сердцу, обострилась мочекаменная болезнь, поэтому 19 августа он был госпитализирован, а 22-го — прооперирован. 21 августа пресс-атташе клуба официально заявил о разрыве контракта со стороны игрока. В тот же день в Москве проходил товарищеский матч сборных России и Швеции, перед началом которого Виктор Онопко и Сычёв получили «Порше» за их выступление на прошедшем чемпионате мира, однако Сычёв не был включён Валерием Газзаевым в заявку на матч, так как, по его мнению, он перестал показывать игру уровня сборной. В дальнейшем, когда на игрока будет наложена дисквалификация, Газзаев не будет вызывать его в сборную именно из-за неё. Ещё в тот день футболист отправил в КДК РФС письмо с требованием расторгнуть его соглашение с «красно-белыми» и разрешить ему переход в другой клуб.
Многие считают, что решение об уходе из «Спартака» юный футболист принял не самостоятельно, а по совету неких футбольных агентов или собственного отца. Алексей Соколов, официально не являвшийся агентом Сычёва, но игравший схожую роль в его карьере, заявил, что для него такой поворот события был неожиданным, а свои попытки обсудить это с Сычёвыми назвал безуспешными. Так, например, Соколов, сначала поддерживавший желание футболиста уйти, затем предлагал Сычёвым вместе явиться в клуб, чтобы аннулировать скандальное заявление, однако Сычёв, которому обследовали голеностоп, покинул больницу в сопровождении своего отца, не желая возвращаться в стан «красно-белых». Известно также, что сам игрок уходить из клуба не хотел, его вынудили это сделать, и он ничего не мог на это возразить.

#### Итоги
4 сентября на заседании КДК было решено дисквалифицировать футболиста на 4 месяца с момента оглашения вердикта, по истечении которых он получал право продолжить карьеру в любой другой команде при условии, что она заплатит московскому «Спартаку» компенсацию. При этом тренироваться и даже играть товарищеские матчи он мог уже в этот период, выступать в официальных любительских турнирах — через месяц. Подъёмные в размере 10 000 долларов были переведены Сычёву ещё 20 августа, но, по мнению его отца, этот перевод был осуществлён задним числом и включал в себя также задолженность по июльской зарплате.
«Спартак» оказался недоволен решением КДК и отказался увольнять Сычёва, хотя сразу после того заседания Червиченко заявил, что вполне доволен. В случае перехода игрока в новую команду клуб требовал выплаты компенсации в размере 6 млн евро (5 — от покупателя, 1 — от самого Сычёва).
Дисквалификация не помешала игроку стать лучшим первым нападающим, новичком, юниором и кандидатом в молодёжную сборную по оценкам газеты «Спорт-Экспресс» относительно чемпионата России 2002 года.
Летом 2007 года Сычёв изъявил желание вернуться в стан «красно-белых», но руководство «Спартака» ответило, что им он как футболист неинтересен.

### Период дисквалификации
Неделю футболист тренировался с подольским «Витязем», затем отправился в Омск, где поддерживал форму. В ноябре Сычёв попросил руководство киевского «Динамо» разрешить ему поддерживать кондиции в местном медико-реабилитационном центре, также он участвовал в тренировках третьей команды динамовцев в Конча-Заспе. 27 ноября игрок заявил, что в Европе есть только две команды, в которых он хотел бы играть: киевское «Динамо» и «Спартак». 16 декабря президент киевского клуба Игорь Суркис заявил, что клуб готов приобрести Сычёва и ждёт от него ответа на это предложение до 4 января, причём предложенная сумма трансфера составляла меньше €6 000 000.
20 декабря Сычёв подписал в Москве соглашение с марсельским «Олимпиком», однако 26 декабря киевское «Динамо» заявило, что в ноябре футболист заключил с ними пятилетний контракт и даже получил подъёмные в размере 25 000 долларов США, прислав затем факс с просьбой аннулировать его. Известно, что при подписании того контракта присутствовал Андрей Шевченко, который пожал Сычёву руку и пожелал удачи в новом клубе. Тем не менее, 29 декабря Сычёв улетел во Францию, а в первые дни нового года уже начал тренировки с новой командой под руководством Алена Перрена. 9 января 2003 года РФС, посовещавшись с ФИФА, постановил, что контракт с «Динамо» был подписан без согласия «Спартака», поэтому трансфертный лист на игрока был отправлен марсельцам.

### «Олимпик» (Марсель)
В составе нового клуба россиянин дебютировал 14 января 2003 на «Велодроме» в матче чемпионата с «Ренном», заменив на 86-й минуте Сирила Шапюи. Болельщики отметили его дебют пением «Калинки» и большим российским флагом, Сычёв упустил хороший момент у чужих ворот. В следующем матче команды 18 января (1/8 финала Кубка Лиги против клуба второго дивизиона «Кретей») Сычёв вышел в стартовом составе и на 83-й минуте отметился первым голом в зарубежной карьере. Свой первый гол в чемпионате Франции он забил в своём третьем матче в этом турнире 28 января в ворота одного из лидеров чемпионата — «Ниццы». В дальнейшем он регулярно выходил на поле, хотя из 17 игр в том чемпионате он лишь в двух отыграл все 90 минут: 8 февраля с «Аяччо» и 5 апреля с «Генгамом». Ещё два гола в чемпионате были забиты 4 февраля «Гавру» и 3 мая «Бастии». Клуб занял третье место в чемпионате и получил право стартовать в 3-м квалификационном раунде Лиги чемпионов 2003/04.
В межсезонье команду усилили два африканских нападающих: египтянин Мидо и ивуариец Дидье Дрогба, в самом конце августа в аренду у английского «Фулхэма» был взят форвард сборной Франции Стив Марле. Все трое составили Сычёву ощутимую конкуренцию за место на поле, однако сезон россиянин начал вполне уверенно: регулярно выходил в основном составе, в первом же своём еврокубковом матче забил гол, который стал единственным в двухматчевом противостоянии с венской «Аустрией», то есть позволивший клубу стартовать в групповом турнире Лиги чемпионов, где Сычёв принял участие лишь в четырёх играх из шести, отметившись только голевой передачей на Дрогба в домашней встрече с белградским «Партизаном». 6 октября «Марсель» провёл благотворительный матч против победного состава сборной Франции образца чемпионата мира 1998 года, организованный Зинедином Зиданом. Лоран Блан заработал на Сычёве пенальти, который реализовал Мидо. 2 декабря Сычёв в матче чемпионата с «ПСЖ» получил травму голеностопа, из-за которой выбыл до середины января 2004 года. Всего в том чемпионате, не проведя ни одного полного матча, он смог забить лишь два раза: 13 сентября «Ле Ману» и 18 января «Лансу».
Последний матч в своей французской карьере россиянин провёл 27 января 2004 года в гостях против «Меца», уже зная, что на следующий день отправится выступать в новый клуб.

### Подготовка к Евро 2004
31 января 2003 года главный тренер сборной Валерий Газзаев назвал Дмитрия Сычёва среди игроков, которых он берёт на товарищеский турнир на Кипре. 12 февраля он сыграл в полуфинале против киприотов, имел пару опасных моментов, но отличиться не смог. На финальный матч с румынами, прошедший на следующий день, «Марсель» его не отпустил.
17 марта Газзаев объявил список приглашённых на отборочный матч Евро 2004 с Албанией, куда он не включил Сычёва из-за спада в игре. Однако Сычёв был вызван на матч с албанскими сверстниками в рамках отбора на молодёжный чемпионат Европы 2004 года. 29 марта в Тиране он впервые в карьере вышел на поле в составе молодёжной сборной России, отметился голом и поучаствовал в результативной комбинации, которую завершил Спартак Гогниев.
Сычёв приглашался на два следующих матча первой сборной: 30 апреля с Грузией и 7 июня со Швейцарией, в обоих выходил на замену во втором тайме, но голами не отметился. В последнем матче сборной под руководством Газзаева (товарищеская встреча с Израилем 20 августа) Сычёв стал одним из немногих россиян, которые заслужили положительные оценки.
В первом матче под руководством нового тренера Георгия Ярцева против ирландцев Сычёв остался на скамейке запасных, однако затем принимал участие в каждом матче, кроме ответного стыкового с Уэльсом, забил один гол Грузии.
В феврале 2004 года Сычёв вместе со сборной отправился в небольшое неофициальное турне по Японии: 11 февраля сыграл один тайм с олимпийской сборной Японии, 14 февраля отыграл весь матч против клуба Джей-лиги «Симидзу С-Палс», голами не отметился. 31 марта в Софии Сычёв оформил первый и единственный в своей международной карьере дубль, дважды огорчив вратаря сборной Болгарии Здравко Здравкова, и стал самым молодым автором двух мячей в одном матче за сборную России. 2 июня принял участие в неофициальном, последнем для сборной России перед стартующим Евро матче против легионеров РФПЛ.

#### Возвращение в Россию
В январе 2004 года Сычёвым заинтересовались некоторые клубы, среди которых были московские «Спартак», предложивший французам вдвое больше, чем было за него получено при продаже, и «Локомотив», где он в итоге и оказался. Сумма сделки составила около 4 млн евро. Юрий Сёмин (на тот момент — главный тренер «железнодорожников») заявил, что этот игрок замечательно подходит для комбинационного футбола с большим количеством передач и будет завершать атаки. 30 января, в первой же товарищеской игре против клуба из Региональной лиги «Юг» «Штутгартер Кикерс» Сычёв отметился голом. Интересно, что трансфертный лист, позволяющий принимать участие в официальных играх, «Локомотив» получил только 2 марта. Открыть счёт голам в официальных играх ему удалось так же быстро: 4 марта в первой 1/8 финала Кубка России в Казани Сычёв забил местному «Рубину». Возвращение в Премьер-лигу в первом туре 15 марта форвард отметил дублем в ворота «Шинника». Всего до перерыва в чемпионате, связанного с Евро 2004, Сычёв провёл в нём 13 игр, забив 8 мячей, а в Кубке — 3 игры и 2 гола, образовав в нападении неплохую связку с Дмитрием Лоськовым.

#### Чемпионат Европы 2004
На чемпионате Европы в Португалии Сычёв выходил лишь в двух играх: первой и последней для своей сборной. В дебютной игре с Испанией он появился во втором тайме, заменив на 68-й минуте Евгения Алдонина. За отведённые ему 23 минуты он лишь раз ворвался в штрафную площадь с мячом, но сразу же был остановлен защитником. В ничего не решавшем, заключительном матче с будущими победителями турнира греками Сычёв появился после перерыва, заменив Дмитрия Булыкина. Нападающий дважды пробил по воротам, но единственный точный из них парировал вратарь Антониос Никополидис.

### Сезон 2004

#### Успехи с «Локомотивом»
Вернувшись с чемпионата Европы (июль 2004), Сычёв перекрасился в блондина, что не было связано с неудачей в Португалии.
Затем, забив в чемпионате трижды в четырёх встречах, сделал себе светло-коричневый ирокез. В августе футболист провёл первые две игры против своего бывшего клуба — московского «Спартака». 7 августа в Черкизово, где «красно-белая» трибуна встретила его баннером с надписью: «Ты нашёл свою команду! Так тебе и надо!», и 14 августа в Лужниках. В этих играх были достигнуты домашняя ничья (0:0) и гостевая победа (3:1).
Повреждение мышц голени, последующие травма приводящей мышцы и травма голеностопа помешали Сычёву полноценно выступать в сентябре и вынудили его пропустить принципиальный матч с ЦСКА, где «Локомотив» победил своего конкурента в борьбе за «золото». В двух последних турах Сычёв забил 2 мяча и организовал для партнёров остальные 3, что привело команду к чемпионству. С 15-ю мячами в том чемпионате он стал третьим в гонке бомбардиров, уступив Александру Кержакову (18) и Андрею Каряке (17). По окончании первенства Сёмин признался, что схема 4-2-3-1, по которой играла в том сезоне команда, была внедрена именно под Сычёва и игра строилась вокруг него.
Болельщики «красно-зелёных» также оценили игру новичка, признав его путём интернет-голосования лучшим игроком команды в прошедшем сезоне (55 % голосовавших). Сычёв был назван футболистом года в России по версиям спортивных журналистов и игроков Премьер-лиги, и до сих пор является самым молодым носителем этого звания.

#### Игры за сборную
18 августа 2004 года Сычёв в первом матче сборной после неудачного Евро, против Литвы отметился голом с угла вратарской в «девятку».
Первый же матч отборочного цикла чемпионата мира 2006 года против сборной Словакии ему пришлось пропустить из-за повреждения мышц голени. Однако к следующей игре с Люксембургом он подошёл уже в хорошей форме, оформив первый в профессиональной карьере хет-трик. В памятном матче с Португалией, проигранном со счётом 1:7, Сычёв отыграл только первый тайм, после чего его заменил другой нападающий — Дмитрий Кириченко. В следующей игре с эстонцами гол Сычёва помог команде реабилитироваться (4:0).

### Сезон 2005

#### Рекордная серия с «Локомотивом»
Команда начала сезон с победы в Кубке чемпионов Содружества: 21 января в полуфинале был переигран «Каунас» из Литвы (2:0), 23 января в финале — бакинский «Нефтчи». В первом матче Сычёв забил второй гол, во втором отдал голевую передачу на Лоськова. Следующим трофеем «Локо» в сезоне стал Суперкубок России: в матче за него Сычёв стал лучшим игроком. 

Чемпионат форвард начал невпечатляюще: за всю весну он отметился только одним голом в ворота «Рубина», что было 9 апреля в 4-м туре (последний гол команды при Сёмине). Следующий гол был забит лишь 18 июня в ворота «Алании». Таким образом, безголевой период в его игре составил 795 минут, хотя нареканий по своей игре от нового тренера клуба Владимира Эштрекова он не имел.
9 июля Сычёву впервые удалось огорчить голом свой бывший клуб «Спартак», это произошло в 15-м туре. Ещё в июле он поразил ворота двух других конкурентов «железнодорожников» в борьбе за медали: «Москвы» и ЦСКА, что позволило их переиграть (1:0 и 3:2 соответственно). После этих побед в турнирной таблице чемпионата они на 11 очков опережали ближайшего преследователя. Забил Сычёв по голу и в матчах 2-го квалификационного раунда Лиги Чемпионов, где его команда переиграла македонский клуб «Работнички». В июле Сычёв был признан лучшим игроком июля среди бывшего СССР. Тем временем продолжалась беспроигрышная серия «Локомотива» в официальных матчах, которая началась ещё с победы над армейцами осенью 2004 года. Закончилась она 6 августа в Казани, где Сычёв покинул стадион на носилках и больше в том году не играл. Несмотря на то, что ключевой отрезок сезона Сычёв пропустил из-за травмы, а команда в его отсутствие не смогла пробиться в Лигу чемпионов и, растеряв одиннадцатиочковое преимущество, взяла в чемпионате лишь бронзу, форвард был признан одним из лучших игроков того сезона.

#### Игры за сборную
В 2005 году Сычёв провёл за сборную всего 4 игры, в которых ни разу не забил.

#### Травма колена
Проблемы с левым коленом, которое после матча пришлось забинтовать, у Сычёва начались ещё 3 августа в домашней игре с «Работничками» после двух грубых ударов защитника македонцев Игора Кралевски. Врачи зафиксировали только незначительные повреждения: мелкие ссадины и синяки. Более серьёзно футболист повредил левое колено уже в следующем матче: 6 августа в гостевом матче 19-го тура с «Рубином». На последних секундах игры, когда москвичи уже проигрывали 3:1, Сычёв вышел один на один со вратарём Павлом Харчиком, который в броске забрал у него мяч. Сычёв, перепрыгивавший оппонента, неудачно опёрся на колено, сложившееся в обратную сторону.
8 августа Сычёв прибыл в Бёблинген, что близ Штутгарта, в клинику известного спортивного доктора Томаса Фройлиха, который на следующий день поставил ему диагноз (разрыв крестообразной связки и травма мениска) и сделал ему операцию по замене связки на искусственную, восстановление после которой должно было занять около 4—6 месяцев.
На первом сборе «Локомотива» в 2006 году, проходившем в начале января в ОАЭ, Сычёв уже тренировался в общей группе, но без мяча. Вернуться в игру он смог 9 марта, когда команда проводила в Испании контрольный матч с «Малагой». Сычёв отыграл все 90 минут. Первый официальный матч сезона Дмитрий провёл 2 апреля, выйдя на замену на 56-й минуте в матче 3-го тура чемпионата России с нальчикским «Спартаком», первый гол забил 16 апреля, когда в 5-м туре был бит ЦСКА.

### Сезон 2006

#### В «Локомотиве» при Муслине и Долматове
До перерыва в чемпионате страны, связанного с чемпионатом мира (Германия), куда Россия, впрочем, не попала, Сычёв смог после продолжительной травмы закрепиться в основном составе, пропустив, однако, матчи на синтетическом газоне Лужников, что было ему противопоказано. В тех шести играх он забил 3 гола. В дальнейшем главный тренер Славолюб Муслин, а затем и временно заменивший его Олег Долматов регулярно выпускали его в стартовом составе, исключая лишь ответный квалификационный матч Кубка УЕФА с бельгийским «Зюлте-Варегемом». Та встреча была проиграна со счётом 0:2 (Сычёв вышел на поле, когда результат был уже сделан) и стала для россиян последним в том европейском сезоне. Гол и передача Сычёва в матче 20-го тура с ЦСКА обеспечили «железнодорожникам» важную победу в плане борьбы за золото, однако в итоге им досталась лишь бронза. В выездной игре 21-го тура Сычёв также «отомстил» голом «Рубину» за прошлогоднюю травму.

#### Игры за сборную
Сычёв смог вернуться в сборную уже весной 2006 года, когда был вызван и. о. главного тренера Александром Бородюком на товарищеский матч с Испанией, в котором 27 мая отыграл весь второй тайм. Первые три игры под руководством нового тренера из Нидерландов Гуса Хиддинка прошли без Сычёва, хотя тот и присутствовал в команде. В четвёртой же игре против Эстонии, которая прошла 11 октября на «Петровском», нападающий был выпущен на поле на 74-й минуте, после чего сначала стал соавтором гола Павла Погребняка, а затем отличился и сам после передачи Титова, установив окончательный счёт 2:0. В итоге, Сычёв был признан лучшим игроком того матча. В следующей игре 15 ноября с Македонией вышел на поле на 57-й минуте, но отличиться не смог.

### Сезон 2007

#### В «Локомотиве» при Бышовце
Открыть счёт голам в чемпионате сезона 2007 года форварду «красно-зелёных» удалось лишь в матче 9-го тура против «Ростова», однако затем подряд были по разу поражены ворота «Зенита» и московского «Спартака». Тем временем «Локомотив» выиграл Кубок страны, а в матчах этого турнира Сычёв забил по два мяча в ворота столичных спартаковцев и динамовцев. В финале он организовал для Гарри О’Коннора единственный гол в матче и стал лучшим игроком матча. В середине сезона Анатолий Бышовец стал выпускать Сычёва на левый фланг полузащиты. За весь сезон он забил 16 мячей, но его клуб вылетел из Кубка УЕФА после группового раунда и занял непривычное для себя седьмое место в чемпионате. Сам футболист признал этот сезон худшим в своей карьере.

#### Выход со сборной на Евро
В 2007 году Сычёв провёл за сборную все матчи, кроме домашней игры с Англией. В двух последних, выездных матчах с Израилем и Андоррой команде надо было побеждать: в противном случае нужно было надеяться на ничью, а, в случае поражения, на победу уже решивших свою задачу с квалификацией хорватов над англичанами на «Уэмбли». 17 ноября, к 90-й минуте встречи в Рамат-Гане, когда на табло была ничья 1:1, Сычёв вышел в сопровождении двух неуспевавших к мячу защитников один на один со вратарём Дуду Аватом, ударом пустил мяч мимо него, но попал лишь в штангу, а через минуту Израиль вырвал победу. Именно промах Сычёва предполагали назвать главной причиной непопадания российской команды на Евро 2008. Однако реабилитироваться игрок смог 21 ноября в следующем же матче с андоррцами, забив единственный гол в той встрече, который, учитывая победу Хорватии, вывел Россию на чемпионат Европы.

### Сезон 2008

#### В «Локомотиве» при Рахимове
До перерыва в чемпионате сезона 2008 года, связанного с Евро, Сычёв забил лишь дважды: «Сатурну» и «Химкам», причём первым после рикошета. В третьем матче после возобновления чемпионата отметился голом и результативной передачей в ворота московского «Спартака», после чего пропустил из-за травмы два тура и Кубок РЖД.
Осенью Сычёв провёл в чемпионате ещё 4 гола, в том числе 16 ноября в домашнем победном матче 29-го тура с «Москвой» отметился дублем. После окончания той игры полузащитник гостей Александр Самедов, начинавший сезон в «Локо», жестом показал, что судьи были подкуплены «железнодорожниками». Сычёв начал спорить с бывшим одноклубником, их начал разнимать «горожанин» Антон Амельченко, после чего в ход пошли кулаки. В итоге главный арбитр уже завершившейся встречи Алексей Николаев показал им обоим красные карточки, и сезон для них закончился.

#### Евро 2008
В подготовительных матчах к чемпионату Европы Сычёв наигрывался как игрок правого фланга. Однако в первом же матче группового турнира с Испанией, показав слабую игру на этой позиции, он был заменён в перерыве. В следующий раз на турнире Сычёв появился в овертайме четвертьфинальной игры с Нидерландами. В полуфинале с испанцами он появился на 57-й минуте и нанёс единственный удар в створ ворот Икера Касильяса в том матче. Россия проиграла 0:3 и завоевала первую в своей истории бронзу с крупных турниров.

#### Отбор на чемпионат мира 2010
После успешного чемпионата Европы Гус Хиддинк не вызывал Сычёва в состав сборной, пока не оказалось под вопросом участие Романа Павлюченко в матче с Германией из-за травмы лодыжки. Призванный на подстраховку Сычёв вышел в дортмундском матче во втором тайме, но не смог помочь россиянам уйти от поражения.

### Сезон 2009

#### В «Локомотиве»
В контрольных матчах Сычёв наигрывался на левом фланге полузащиты. Став с семью голами лучшим бомбардиром межсезонья среди игроков клубов Премьер-лиги, Сычёв перед стартом чемпионата заключил с Рашидом Рахимовым пари, по которому получит от своего тренера денежный приз, если ему удастся забить за сезон 12 голов. Однако Рахимов, которого уволили после 6-го тура, использовал его не на острие атаки, а предлагал нападать из глубины. Сменивший его Владимир Маминов перевёл Сычёва на его привычную позицию форварда, но до летнего перерыва им так и не было забито ни одного мяча, кроме гола 13 июня в матче молодёжного первенства России в ворота «Сатурна», где он принимал участие из-за дисквалификации, полученной 30 мая в матче с московским «Спартаком».
Свой первый гол в чемпионате Сычёв забил 19 июля в игре 14-го тура с пенальти пермскому «Амкару» — это был первый гол команды в чемпионате после возвращения на тренерский пост Юрия Сёмина. 2 августа Сычёв, как показалось, забил свой первый в сезоне гол с игры, добив из офсайда мяч с линии ворот, и так скакавший в цель от ноги ростовчанина Максима Астафьева, однако в официальный протокол был внесён именно автогол Астафьева, что делает Сычёва непричастным к взятию ворот. Но уже в следующем матче с игры форвард поразил ворота «Крыльев Советов», а сразу за этим забил из офсайда победный гол на последних минутах игры с ЦСКА. По итогам сезона на его счету оказалось 13 мячей, забитых в чемпионате по версии РФПЛ, а болельщики «Локо» признали его лучшим в своей команде (56 % голосов). Также по результатам опроса 6000 болельщиков клуба Сычёв с 52 % голосов выиграл «Стальной рельс» — приз, вручаемый лучшему игроку команды в сезоне. По состоянию на июль 2010 года полагающегося денежного приза от Рахимова футболист ещё не получил.

#### В сборной
В начале сезона Сычёв дважды вызывался в сборную России: с 8 по 12 февраля проходил сбор в Белеке, был в запасе в весенних матчах с Азербайджаном и Лихтенштейном. В следующий раз он был вызван в сборную лишь на неудачные ноябрьские стыковые матчи со Словенией. В домашней игре вышел на поле на 79-й минуте и заработал жёлтую карточку, а на ответную заявлен не был.

### Сезон 2010

#### С Сёминым, Алиевым и Лоськовым
Полноценной подготовке к сезону помешала травма четырёхглавой мышцы бедра, восстановление Сычёв проходил в Италии. Тем не менее, 11 марта команда выбрала его капитаном на новый сезон. Счёт забитым голам он открыл в матче 2-го тура против «Крыльев Советов», исполнив пенальти. В следующий раз ему удалось отличиться лишь 18 июля в домашней игре 13-го тура против «Алании», когда им был оформлен дубль. Сёмин признавал, что в начале сезона все форварды команды (Траоре, Одемвингие, Сычёв и Майкон) были не в форме, в случае россиянина он объяснял это сорванными из-за травмы предсезонными тренировками и психологией. У ряда экспертов же сложилось мнение, что Сычёв превратился из подающего надежды в рядового игрока. Одной из причин неудач игрока на старте сезона называлось его решение нарастить мышечную массу без соответствующей корректировки игрового амплуа. Тем не менее, команда и тренеры верили, что он ещё найдёт свою игру в сезоне и даже может стать лучшим бомбардиром чемпионата. Тем временем росло недовольство болельщиков «Локо» богемным образом жизни Сычёва, который, по их мнению, стал уделять слишком много времени посещению ночных клубов и ресторанов, не удержавшись от похода в ресторан-бар «Облака» в качестве специального гостя даже после сенсационного поражения в 1/16 финала Кубка России от учалинского «Горняка» из Второго дивизиона. Критику в адрес своей игры и своей личности после дубля в ворота «Алании» футболист признал несостоятельной, заявив, что играет в первую очередь из любви к футболу, а не к деньгам.
15 августа Сычёв забил «Спартаку», 19 августа — «Лозанне» из швейцарской Челлендж-лиги, которой в итоге «Локо» уступил в борьбе за выход в групповой турнир Лиги Европы, на что Сычёв отреагировал слезами после матча.
С возвращением Лоськова Сычёв стал вице-капитаном, уступив лидерскую повязку более опытному тёзке по решению Юрия Сёмина. Своей работой на поле в играх против ЦСКА и «Лозанны» он вернул себе поддержку болельщиков. В октябре—ноябре он отличился по разу ещё в четырёх матчах чемпионата, где команда финишировала пятой. При этом создать игровую связку с лучшим бомбардиром команды Александром Алиевым, забивавшим, в основном, со стандартов, и Дмитрием Лоськовым за сезон ему не удалось. Сам Сычёв сделал за весь чемпионат 4 результативные передачи.

#### В сборной при Адвокате
Сычёв принял участие в первом матче сборной России при новом тренере из Нидерландов Дике Адвокате, выйдя 11 августа на поле на 80-й минуте победной игры с Болгарией (1:0). Вызов на сентябрьские отборочные матчи Евро 2012 с командами Андорры и Словакии стал для него последним при Адвокате, на поле он не вышел. Приглашение игрока на эти матчи показалось многим экспертам и болельщикам неоправданным, аналитик Евгений Ловчев посчитал это вызовом футбольному сообществу России со стороны Адвоката.

### Сезон 2011/12

#### При Красножане
Пришедший в декабре 2010 года в «Локомотив» новый главный тренер Юрий Красножан на первой своей пресс-конференции в этой должности заявил, что Сычёв на тот момент был единственным форвардом в команде и ей были необходимы ещё три игрока этого амплуа. На первый сбор при Красножане, проходивший в декабре в Москве, Сычёв не явился, за что был наказан только денежным штрафом. В ходе предсезонных сборов Красножан отметил, что у Сычёва, результативно проводившего контрольные встречи, может получиться очень хороший год.
В стартовом матче чемпионата с «Динамо», где «железнодорожники» победили 3:2, активная и тактически гибкая игра Сычёва, организовавшего гол Дмитрия Торбинского, встретила хвалебные отзывы. Однако в первых пяти играх чемпионата Сычёв, выходивший на поле с первых минут, не отличился ни разу, поэтому в выездном матче 6-го тура с «Краснодаром» Красножан, признав необходимость перемен, выпустил его лишь на 70-й минуте, когда москвичи уже вели 3:0, и именно в этом матче Сычёв отметился первым голом в сезоне, а также ударом в перекладину. Также лишь во второй половине второго тайма его выпускали в двух следующих матчах с «Кубанью» и «Зенитом», после чего в полном для себя матче с «Тереком» он поучаствовал в трёх голах своей команды. Две оставшиеся игры под руководством Красножана Сычёв провёл также полностью, забив во втором, проигранном домашнем матче с «Анжи» с пенальти. После этого тренер был отправлен в отставку, а Сычёв заявил, что у команды совершенно разладилась игра в атаке.

#### При Маминове
Первые два матча под руководством и. о. главного тренера Владимира Маминова Сычёв провёл полностью, забив во втором быстрый гол «Спартаку-Нальчику». Тогда же он признал, что его уже вряд ли можно считать нападающим, так как он играет атакующего полузащитника. В следующем матче против «Спартака» Сычёв ушёл с поля на 60-й минуте, когда его команда проигрывала 0:2, а на поле было необходимо выпустить резервного вратаря вместо удалённого Гильерме. После этого за встречей с ЦСКА он наблюдал со скамейки запасных, а в разгромном проигранном матче с «Динамо» (1:4) вновь не был полезен. Эксперты снова констатировали спад в его игре.

#### При Коусейру
Во время летнего перерыва «Локомотив» возглавил португалец Жозе Коусейру, заявивший, что рассчитывает на Сычёва, но предпочёл бы видеть его таким, каким он был за три года до этого. Поначалу, когда была сделана ставка на их взаимодействие с Лоськовым, казалось, что новый тренер вернул его на позицию центрфорварда, однако позже португалец признал, что он более вариативный игрок, чем просто центрфорвард и его задача — оставаясь нападающим, играть в глубине, а не на острие. По итогам июля Сычёв, забивший в двух играх чемпионата два мяча и сделавший две результативные передачи, стал одним из лучших игроков турнира, а также организовал победный гол в матче 1/16 финала Кубка России против «Енисея», выполнив прострел на Владислава Игнатьева. Несмотря на это, специалисты продолжали давать игре нападающего, не попавшего в следующей встрече из выгодной позиции в пустые ворота и забившего за неделю три не засчитанных из-за офсайдов гола, критические оценки. В СМИ появилась информация о том, что перед игроком стоит выбор: перейти в «Рубин» или согласиться на продление истекавшего в конце года контракта с «Локо» при условии двукратного уменьшения зарплаты, однако президент москвичей Ольга Смородская заявляла, что предложений от «Рубина» не поступало.
Эксперты считали, что Сычёв зимой сам уйдёт из клуба свободным агентом, не выдержав конкуренции с двумя новыми форвардами команды: нигерийцем Виктором Обинной и эквадорцем Фелипе Кайседо, однако он выходил на поле во всех матчах под руководством Коусейру в том году. Если в чемпионате осенью он отличился лишь один раз, то в Лиге Европы с шестью голами он после группового этапа оказался вторым бомбардиром турнира, уступая на тот момент лишь аргентинцу Матиасу Суаресу, игравшему с ним в одной группе за бельгийский «Андерлехт». Также там играли австрийский «Штурм» и греческий АЕК, каждому из соперников Сычёв забил по одному голу с игры и по одному — с пенальти. Ещё один чистый гол он забил в домашней игре с бельгийцами, но судьи ошибочно зафиксировали офсайд.
Коусейру заявлял, что желает продолжить сотрудничество с Сычёвым, а также отмечал, что на форварда оказывается неоправданное давление и он не заслуживает упрёков. 9 ноября клуб и футболист подписали новый контракт, рассчитанный до декабря 2015 года. Футболист позже заявил, что с 2004 года связывает своё будущее только с «Локомотивом» и с тех пор другой команды для него не существует.
В обоих матчах неудачного противостояния с «Атлетик Бильбао» в 1/16 финала Лиги Европы Сычёв выходил на замену во втором тайме и результативными действиями не отметился. В чемпионате, где по итогам сезона «Локо» оказался седьмым, и в Кубке, где команда остановилась на стадии четвертьфинала, Сычёв провёл в 2012 году 10 матчей и не забил ни разу. При этом игровое время в среднем за матч для него сократилось до 24 минут, что связано с возросшей конкуренцией в атаке после прихода в клуб Романа Павлюченко, которого Коусейру, уволенный по окончании сезона, считал более эффективным нападающим. Завершил сезон Сычёв 14 мая игрой за сборную России против сборной мира в прощальном матче Вадима Евсеева, где за полную встречу отличиться голом также не смог.
Летом 2012 года несколько клубов Российской премьер-лиги, в том числе «Ростов» и «Крылья Советов», обращались в «Локомотив» с предложениями о трансфере Сычёва, однако получили отказ.

### Сезон 2012/13

#### В «Локомотиве» при Биличе
После назначения на пост главного тренера «Локомотива» Славена Билича Сычёв не только окончательно потерял место в стартовом составе клуба, но и зачастую даже не попадал в заявку на матч. Он проиграл конкуренцию за место на скамейке запасных Роману Павлюченко, Фелипе Кайседо и Даме Ндойе и в стартовом отрезке чемпионата России 2012/13 вышел на поле лишь дважды, но и в этих встречах проявить себя не сумел.
26 сентября 2012 года в матче 1/16 финала Кубка России против армавирского «Торпедо» Сычёв вышел в стартовом составе и сначала открыл счёт ударом с пенальти, а затем довёл его до крупного. Однако на следующий матч чемпионата (с «Зенитом») форвард вновь оказался вне заявки.

#### Аренда в «Динамо» (Минск)
В начале марта 2013 года Сычёв перешёл в минское «Динамо» на правах аренды до 15 июля. При этом зарплату Сычёву, которая в год составляла около 2 миллионов евро, продолжал платить «Локомотив». По словам Сычёва, он «до самого конца» пытался остаться в «Локомотиве» и надеется туда вернуться. Тогдашний главный тренер «Локомотива» Славен Билич впоследствии заявил, что в «Локомотиве» оказалось слишком много нападающих и Сычёв не выдержал конкуренции с остальными.
В «Динамо» Сычёв выбрал себе 55-й номер и объяснял это тем, что код 55, используемый в российских автомобильных номерах для обозначения Омской области, ассоциируется у него с родным краем. За минчан нападающий сыграл в общей сложности в 15 матчах и забил три гола, причём все три — в двух матчах, где «Динамо» играло на своём поле с соперниками существенно ниже классом и оба раза выиграло со счётом 5:0: один гол Сычёв забил команде первой лиги чемпионата Беларуси СКВИЧ в полуфинале Кубка страны и два — в ответном матче первого квалификационного раунда Лиги Европы литовскому клубу «Круоя». В этом же матче Сычёв не реализовал пенальти.
Полтора месяца, с 17 апреля по 31 мая, Сычёв не играл из-за травм, пропустив в том числе и финал Кубка Беларуси, где «Динамо» после ничьей 1:1 в основное время уступило ФК «Минск» в серии пенальти.
После матча с «Круоей» Сычёв объявил о том, что на правах аренды переходит в нижегородскую «Волгу», хотя его агент Павел Андреев ранее заявлял, что после окончания аренды в «Динамо» он вернётся в «Локомотив» и будет стараться принести клубу пользу. 14 июля с «Гомелем» сыграл последний матч в составе «бело-голубых».

### Сезон 2013/2014

#### Аренда в «Волгу» (Нижний Новгород)
В середине июля 2013 года Сычёв в аренду на год в нижегородскую «Волгу». Дебютировал за новую команду 22 июля, выйдя на замену на второй тайм в матче против «Локомотива». Всего за сезон сыграл за клуб 16 матчей в премьер-лиге, не забив ни одного гола. Также «Волга» своевременно не выплачивала футболисту зарплату. По окончании сезона «Волга», заняв 15-е место, вылетела из РФПЛ, а Сычёв вернулся в расположение «Локомотива».

### Сезон 2014/2015

#### В «Локомотиве» при Кучуке
Так как Сычёв не попадал в основной состав клуба при Леониде Кучуке, «Локомотив» хотел вновь отдать его в аренду, но не нашёл подходящего для этого варианта. При действующем контракте до июня 2015 года игрок не был заявлен клубом на сезон 2014/2015. Позже президент «Локомотива» Ольга Смородская заявила, что Сычёв решил завершить игровую карьеру. Однако сам Сычёв опроверг эту информацию.

#### Аренда в «Окжетпес»
В марте 2015 года была достигнута принципиальная договорённость о переходе Сычёва в казахстанский клуб «Окжетпес» на правах аренды до ноября 2015 года (момента истечения контракта игрока с «Локомотивом»). 25 апреля 2015 года он забил первый гол в официальных матчах с июля 2013 года. Всего в двадцати играх за казахский клуб Дмитрий отличился трижды.

### Сезон 2015/2016: перерыв в карьере
В декабре 2015 был заявлен за клуб БФС из второго дивизиона А Восточной лиги Москвы футбола 8х8. В 2016 году был на просмотре в клубах Вьетнама, Малайзии, Ирана, Индонезии, Индии, австралийском «Сиднее». Занимался сёрфингом. В 2017 году участвовал в качестве актёра и консультанта в фильме «Тренер».

### Сезон 2016/2017: пляжный футбол
В феврале 2017 года Сычёв начал тренироваться вместе с пляжным «Локомотивом». В марте 2017 года в своём дебютном матче в пляжном футболе забил первый гол в серии послематчевых пенальти «Спартаку» (2:2, 5:6 — по пенальти), а затем в товарищеском матче провёл в ворота команды «Элмонт» (Королёв) первый мяч с игры в пляжной карьере. В июне был заявлен в составе «Локомотива» на чемпионат России по пляжному футболу, но к этому времени основное внимание игрока уже занимали другие проекты.

### Сезон 2017/2018: «Казанка»
5 июля 2017 года вернулся в «Локомотив» и вошёл в состав только что сформированной второй команды клуба «Казанка», где получил капитанскую повязку. 19 июля в матче первого тура в первенстве ПФЛ (зона «Запад») в гостевом матче против «Знамени Труда» (7:0) вошёл в игру на 54-й минуте и забил гол со штрафного. Этот гол, однако, так и остался единственным в составе «Казанки», где Сычёв за сезон провёл 20 матчей.

### Сезон 2019/2020: «Пюник» и завершение карьеры
После завершения выступлений за «Казанку» Сычёв рассчитывал остаться в системе «Локомотива». Ожидая предложения, проходил обучение по программе ФИФА в областях маркетинга и менеджмента. Проведя более года вне профессионального футбола, 31 августа 2019 года подписал однолетний контракт с клубом чемпионата Армении «Пюник». Не проведя ни одного матча, 6 декабря вместе с ещё четырьмя игроками расторгнул контракт по согласию сторон. Через четыре дня объявил о завершении карьеры.

## Вне поля

### Личная жизнь
В 1999 году у Сычёва родился брат Андрей, танцор группы «Тодес». Дмитрий Сычёв холост.

### Светская жизнь
21 сентября 2005 года на церемонии MTV Russia Music Awards Сычёв, вручавший вместе с одноклубником Динияром Билялетдиновым рэперу Серёге приз в номинации «Лучший хип-хоп проект», исполнил рэп-композицию о футболе.
28 ноября 2009 года на вечеринке по случаю окончания футбольного сезона в России DJ Сычёв исполнил эксклюзивный сет, 13 треков которого были выпущены на CD-дисках. 19 декабря Сычёв дал выступление в Минске, программа называлась «Лучший DJ в Лиге чемпионов».
31 августа 2011 года в Москве принял участие в хоккейном матче между командами Александра Овечкина и Ильи Ковальчука, состоявшимся в рамках благотворительной акции «От чистого сердца». Играя в команде Ковальчука, оформил дубль.

### Медиаактивность
В 2007 году сыграл самого себя в одном из эпизодов юмористического телешоу «Наша Russia», где ему предлагали перейти в омский «ГазМяс», и в комедии «Самый лучший фильм».
В 2008 году Сычёв снялся для рекламного ролика «команда Pepsi» вместе с такими именитыми футболистами как Роналдиньо, Лионель Месси, Тьерри Анри, Дэвид Бекхэм, Сеск Фабрегас, Фрэнк Лэмпард. Участие в этой рекламной акции упоминается также в песне «Это Сычёв», которую ему посвятил рэпер НЕП.АЛ.
В 2010 году был задействован в рекламной кампании технического спонсора «Локомотива» — Puma. В 2012 году снялся в рекламном ролике Puma, в котором представлялась форма на сезон 2012/13.
В марте 2017 года принял участие в игре 1/8 финала высшей лиги КВН в составе сборной цирка.
В 2018 году в фильме Данилы Козловского «Тренер» сыграл роль футболиста «Метеора» Додина.
В августе 2019 года начал вести ток-шоу «Сычёв-подкаст» с Денисом Казанским на YouTube, интервьюируя известных российских игроков и тренеров.
Участник телешоу «Ледниковый период — 7» в паре с фигуристкой Марией Петровой на Первом канале в 2020 году.

### Скандалы
24 июля 2008 года Сычёв, управляя собственным автомобилем Toyota Land Cruiser, попал в ДТП в центре Москвы. По сообщениям прессы, машина Сычёва проехала на запрещающий сигнал светофора и столкнулась с другим автомобилем, водитель которой получила серьёзные травмы. Сам футболист не пострадал и отделался лишь назначенным ему судом штрафом, который намеревался обжаловать в вышестоящей инстанции.

### Образование
3 июня 2007 года окончил Российский государственный университет физической культуры, спорта и туризма, куда перевёлся в 2002 году из Тамбовского института физкультуры. На «отлично» был защищён диплом по теме «Совершенствование финансово-экономической деятельности в футбольных клубах России». По состоянию на 2010 год получал второе высшее образование на факультете мировой политики МГУ имени Ломоносова.

### Хобби
Сычёв играет в свободное время в хоккей (болеет за омский «Авангард»), теннис (большой и настольный) и бильярд, увлекается сёрфингом. С детства любит рыбалку. Неплохо владеет английским и французским языками, на базовом уровне — испанским, любит слушать музыку — по его собственному признанию, «всё подряд, от рока до попсы». Лично знаком с участниками группы «Сплин», на концерте которой побывал по приглашению самой группы. В отношении кино Дмитрий также неприхотлив. Часто читает книги (только бумажные). Около 2009 года, познакомившись с поэтом-сёрфером Никитой Замеховским, увлёкся поэзией. Называет Замеховского своим любимым поэтом. Изредка играет в компьютерные игры, из спортивных симуляторов предпочитая не FIFA, а NHL.

### Прочая деятельность
В «Локомотиве» Сычёв, помимо игровых, исполнял обязанности по сбору денежных штрафов с игроков. C 2010 года владел в Москве рестораном «Rosso&Bianco Cafe», делами которого занимаются родители Дмитрия. Иногда после матчей в ресторане собираются игроки «Локомотива». Управлял с друзьями бизнесом в Липецкой области.
В январе 2019 года числился инструктором по сёрфингу на Маврикии; провёл товарищеский матч в составе команды инструкторов против сборной Маврикия.

## Статистика выступлений

### Клубная карьера
| Клуб                    | Сезон            | Лига | Лига | Кубок | Кубок | Кубок лиги | Кубок лиги | Суперкубок | Суперкубок | Еврокубки | Еврокубки | Итого | Итого |
| Клуб                    | Сезон            | Игры | Голы | Игры  | Голы  | Игры       | Голы       | Игры       | Голы       | Игры      | Голы      | Игры  | Голы  |
| ----------------------- | ---------------- | ---- | ---- | ----- | ----- | ---------- | ---------- | ---------- | ---------- | --------- | --------- | ----- | ----- |
| Спартак (Тамбов)        | 2000 (2000/01)   | 16   | 3    | 0     | 0     | —          | —          | —          | —          | —         | —         | 16    | 3     |
| Спартак (Тамбов)        | 2001 (2001/02)   | 26   | 6    | 1     | 1     | —          | —          | —          | —          | —         | —         | 27    | 7     |
| Спартак (Тамбов)        | Итого            | 42   | 9    | 1     | 1     | —          | —          | —          | —          | —         | —         | 43    | 10    |
| Спартак (Москва)        | 2002 (2002/03)   | 18   | 9    | 1     | 1     | —          | —          | —          | —          | 0         | 0         | 19    | 10    |
| Спартак (Москва)        | Итого            | 18   | 9    | 1     | 1     | —          | —          | —          | —          | 0         | 0         | 19    | 10    |
| Олимпик (Марсель)       | 2002/03          | 17   | 3    | 1     | 0     | 2          | 1          | —          | —          | —         | —         | 20    | 4     |
| Олимпик (Марсель)       | 2003/04          | 16   | 2    | 1     | 0     | 1          | 0          | —          | —          | 6         | 1         | 24    | 3     |
| Олимпик (Марсель)       | Итого            | 33   | 5    | 2     | 0     | 3          | 1          | —          | —          | 6         | 1         | 44    | 7     |
| Локомотив (Москва)      | 2003 (2003/04)   | —    | —    | 3     | 2     | —          | —          | —          | —          | —         | —         | 3     | 2     |
| Локомотив (Москва)      | 2004 (2004/05)   | 27   | 15   | 2     | 0     | —          | —          | —          | —          | —         | —         | 29    | 15    |
| Локомотив (Москва)      | 2005 (2005/06)   | 21   | 6    | 2     | 0     | —          | —          | 1          | 0          | 2         | 2         | 26    | 8     |
| Локомотив (Москва)      | 2006 (2006/07)   | 24   | 7    | 6     | 5     | —          | —          | —          | —          | 2         | 0         | 32    | 12    |
| Локомотив (Москва)      | 2007 (2007/08)   | 29   | 11   | 0     | 0     | —          | —          | —          | —          | 5         | 1         | 34    | 12    |
| Локомотив (Москва)      | 2008 (2008/09)   | 26   | 7    | 2     | 0     | —          | —          | 1          | 0          | —         | —         | 29    | 7     |
| Локомотив (Москва)      | 2009 (2009/10)   | 27   | 13   | 0     | 0     | —          | —          | —          | —          | —         | —         | 27    | 13    |
| Локомотив (Москва)      | 2010 (2010/11)   | 27   | 8    | 1     | 0     | —          | —          | —          | —          | 2         | 1         | 30    | 9     |
| Локомотив (Москва)      | 2011/12          | 40   | 6    | 3     | 0     | —          | —          | —          | —          | 10        | 6         | 53    | 12    |
| Локомотив (Москва)      | 2012/13          | 3    | 0    | 1     | 2     | —          | —          | —          | —          | —         | —         | 4     | 2     |
| Локомотив (Москва)      | Итого            | 224  | 73   | 20    | 9     | —          | —          | 2          | 0          | 21        | 10        | 267   | 92    |
| Динамо (Минск)          | 2012 (2012/13)   | —    | —    | 2     | 1     | —          | —          | —          | —          | —         | —         | 2     | 1     |
| Динамо (Минск)          | 2013 (2013/14)   | 11   | 0    | —     | —     | —          | —          | —          | —          | 2         | 2         | 13    | 2     |
| Динамо (Минск)          | Итого            | 11   | 0    | 2     | 1     | —          | —          | —          | —          | 2         | 2         | 15    | 3     |
| Волга (Нижний Новгород) | 2013/14          | 16   | 0    | 0     | 0     | —          | —          | —          | —          | —         | —         | 16    | 0     |
| Волга (Нижний Новгород) | Итого            | 16   | 0    | 0     | 0     | —          | —          | —          | —          | —         | —         | 16    | 0     |
| Окжетпес                | 2015 (2015/16)   | 19   | 3    | 1     | 0     | —          | —          | —          | —          | —         | —         | 20    | 3     |
| Окжетпес                | Итого            | 19   | 3    | 1     | 0     | —          | —          | —          | —          | —         | —         | 20    | 3     |
| Локомотив-Казанка       | 2017/18          | 20   | 1    | —     | —     | —          | —          | —          | —          | —         | —         | 20    | 1     |
| Локомотив-Казанка       | Итого            | 20   | 1    | —     | —     | —          | —          | —          | —          | —         | —         | 20    | 1     |
| Пюник                   | 2019/20          | 0    | 0    | 0     | 0     | —          | —          | —          | —          | 0         | 0         | 0     | 0     |
| Пюник                   | Итого            | 0    | 0    | 0     | 0     | —          | —          | —          | —          | 0         | 0         | 0     | 0     |
| Всего за карьеру        | Всего за карьеру | 382  | 100  | 27    | 12    | 3          | 1          | 2          | 0          | 29        | 13        | 444   | 126   |

### Матчи Сычёва за сборную России
| Матчи Сычёва за сборную России | Матчи Сычёва за сборную России | Матчи Сычёва за сборную России | Матчи Сычёва за сборную России | Матчи Сычёва за сборную России | Матчи Сычёва за сборную России |
| №                              | Дата                           | Оппонент                       | Счёт                           | Голы Сычёва                    | Соревнование                   |
| ------------------------------ | ------------------------------ | ------------------------------ | ------------------------------ | ------------------------------ | ------------------------------ |
| 1                              | 27 марта 2002                  | Эстония                        | 2:1                            | —                              | Товарищеский матч              |
| 2                              | 17 апреля 2002                 | Франция                        | 0:0                            | —                              | Товарищеский матч              |
| 3                              | 19 мая 2002                    | Югославия                      | 1:1                            | 1                              | Товарищеский матч              |
| н/о                            | 30 мая 2002                    | Симидзу С-Палс                 | 3:0                            | —                              | Товарищеский матч              |
| 4                              | 5 июня 2002                    | Тунис                          | 2:0                            | —                              | Финальные матчи ЧМ-2002        |
| 5                              | 9 июня 2002                    | Япония                         | 0:1                            | —                              | Финальные матчи ЧМ-2002        |
| 6                              | 14 июня 2002                   | Бельгия                        | 2:3                            | 1                              | Финальные матчи ЧМ-2002        |
| 7                              | 12 февраля 2003                | Кипр                           | 1:0                            | —                              | Товарищеский матч              |
| 8                              | 30 апреля 2003                 | Грузия                         | 0:1                            | —                              | Отборочные матчи ЧЕ-2004       |
| 9                              | 7 июня 2003                    | Швейцария                      | 2:2                            | —                              | Отборочные матчи ЧЕ-2004       |
| 10                             | 20 августа 2003                | Израиль                        | 1:2                            | —                              | Товарищеский матч              |
| 11                             | 10 сентября 2003               | Швейцария                      | 4:1                            | —                              | Отборочные матчи ЧЕ-2004       |
| 12                             | 11 октября 2003                | Грузия                         | 3:1                            | 1                              | Отборочные матчи ЧЕ-2004       |
| 13                             | 15 ноября 2003                 | Уэльс                          | 0:0                            | —                              | Отборочные матчи ЧЕ-2004       |
| н/о                            | 11 февраля 2004                | Япония (олимп.)                | 1:1                            | —                              | Товарищеский матч              |
| н/о                            | 14 февраля 2004                | Симидзу С-Палс                 | 1:1                            | —                              | Товарищеский матч              |
| 14                             | 31 марта 2004                  | Болгария                       | 2:2                            | 2                              | Товарищеский матч              |
| 15                             | 28 апреля 2004                 | Норвегия                       | 2:3                            | —                              | Товарищеский матч              |
| н/о                            | 2 июня 2004                    | Легионеры РФПЛ                 | 3:1                            | —                              | Товарищеский матч              |
| 16                             | 12 июня 2004                   | Испания                        | 0:1                            | —                              | Финальные матчи ЧЕ-2004        |
| 17                             | 20 июня 2004                   | Греция                         | 2:1                            | —                              | Финальные матчи ЧЕ-2004        |
| 18                             | 18 августа 2004                | Литва                          | 4:3                            | 1                              | Товарищеский матч              |
| 19                             | 9 октября 2004                 | Люксембург                     | 4:0                            | 3                              | Отборочные матчи ЧМ-2006       |
| 20                             | 13 октября 2004                | Португалия                     | 1:7                            | —                              | Отборочные матчи ЧМ-2006       |
| 21                             | 17 ноября 2004                 | Эстония                        | 4:0                            | 1                              | Отборочные матчи ЧМ-2006       |
| 22                             | 9 февраля 2005                 | Италия                         | 0:2                            | —                              | Товарищеский матч              |
| 23                             | 26 марта 2005                  | Лихтенштейн                    | 2:1                            | —                              | Отборочные матчи ЧМ-2006       |
| 24                             | 30 марта 2005                  | Эстония                        | 1:1                            | —                              | Отборочные матчи ЧМ-2006       |
| 25                             | 8 июня 2005                    | Германия                       | 2:2                            | —                              | Товарищеский матч              |
| 26                             | 27 мая 2006                    | Испания                        | 0:0                            | —                              | Товарищеский матч              |
| 27                             | 11 октября 2006                | Эстония                        | 2:0                            | 1                              | Отборочные матчи ЧЕ-2008       |
| 28                             | 15 ноября 2006                 | Македония                      | 2:0                            | —                              | Отборочные матчи ЧЕ-2008       |
| 29                             | 7 февраля 2007                 | Нидерланды                     | 1:4                            | —                              | Товарищеский матч              |
| 30                             | 24 марта 2007                  | Эстония                        | 2:0                            | —                              | Отборочные матчи ЧЕ-2008       |
| 31                             | 2 июня 2007                    | Андорра                        | 4:0                            | 1                              | Отборочные матчи ЧЕ-2008       |
| 32                             | 6 июня 2007                    | Хорватия                       | 0:0                            | —                              | Отборочные матчи ЧЕ-2008       |
| 33                             | 22 августа 2007                | Польша                         | 2:2                            | 1                              | Товарищеский матч              |
| 34                             | 8 сентября 2007                | Македония                      | 3:0                            | —                              | Отборочные матчи ЧЕ-2008       |
| 35                             | 12 сентября 2007               | Англия                         | 0:3                            | —                              | Отборочные матчи ЧЕ-2008       |
| 36                             | 17 ноября 2007                 | Израиль                        | 1:2                            | —                              | Отборочные матчи ЧЕ-2008       |
| 37                             | 21 ноября 2007                 | Андорра                        | 1:0                            | 1                              | Отборочные матчи ЧЕ-2008       |
| 38                             | 26 марта 2008                  | Румыния                        | 0:3                            | —                              | Товарищеский матч              |
| 39                             | 23 мая 2008                    | Казахстан                      | 6:0                            | 1                              | Товарищеский матч              |
| 40                             | 28 мая 2008                    | Сербия                         | 2:1                            | —                              | Товарищеский матч              |
| 41                             | 4 июня 2008                    | Литва                          | 4:1                            | —                              | Товарищеский матч              |
| 42                             | 10 июня 2008                   | Испания                        | 1:4                            | —                              | Финальные матчи ЧЕ-2008        |
| 43                             | 21 июня 2008                   | Нидерланды                     | 3:1                            | —                              | Финальные матчи ЧЕ-2008        |
| 44                             | 26 июня 2008                   | Испания                        | 0:3                            | —                              | Финальные матчи ЧЕ-2008        |
| 45                             | 11 октября 2008                | Германия                       | 1:2                            | —                              | Отборочные матчи ЧМ-2010       |
| 46                             | 14 ноября 2009                 | Словения                       | 2:1                            | —                              | Отборочные матчи ЧМ-2010       |
| 47                             | 11 августа 2010                | Болгария                       | 1:0                            | —                              | Товарищеский матч              |

Итого: 47 матчей / 15 голов; 22 победы, 10 ничьих, 15 поражений.

## Достижения

### Командные
Как игрока национальных сборных России:
- Чемпионат мира:
  - Участник: 2002
- Чемпионат Европы:
  - Бронзовый призёр: 2008
  - Участник: 2004
- Чемпионат Европы (юноши до 17 лет):
  - Участник: 2000
- Мемориал Гранаткина (юноши до 18 лет):
  - Победитель: 2001

Как игрока московского «Спартака»:
- Кубок чемпионов Содружества:
  - Серебряный призёр: 2002

Как игрока марсельского «Олимпика»:
- Чемпионат Франции:
  - Третье место: 2002/03

Как игрока московского «Локомотива»:
- Кубок чемпионов Содружества:
  - Победитель: 2005
- Суперкубок России:
  - Победитель: 2005
  - Серебряный призёр: 2008
- Чемпионат России:
  - Чемпион: 2004
  - Бронзовый призёр: 2005, 2006
- Кубок России:
  - Победитель: 2006/07

### Личные
- В списках 33 лучших футболистов чемпионата России (4): № 1 (2004); № 2 (2005); № 3 (2007, 2009)
- Член Клуба Григория Федотова (с 29 ноября 2009 года): 125 голов
- Член «Клуба 100» российских бомбардиров (с 29 ноября 2009 года): 130 голов

Как игрока национальных сборных России:
- Мемориал Гранаткина (юноши до 18 лет):
  - Лучший бомбардир: 2001

Как игрока московского «Спартака»:
- Кубок чемпионов Содружества:
  - Лучший бомбардир: 2002
- Чемпионат России:
  - Лучший первый нападающий, лучший новичок, лучший юниор, лучший кандидат в молодёжную сборную по оценкам «Спорт-Экспресс» (средний балл — 6,08): 2002

Как игрока московского «Локомотива»:
- Чемпионат России:
  - Лучший футболист по оценкам «Спорт-Экспресс» (средний балл — 6,30): 2004
  - Лучший кандидат в молодёжную сборную и лучший первый нападающий по оценкам «Спорт-Экспресс» (средний балл — 6,21): 2005
  - Лучший первый нападающий по оценкам «Спорт-Экспресс» (средний балл — 5,94): 2006
  - Премия «Премьер» лучшему нападающему: 2004
- Футболист года в России («Спорт-Экспресс»): 2004
- Футболист года в России (еженедельник «Футбол»): 2004
- Обладатель приза «Стальной рельс»: 2009[325]

## Фильмография
| Год  |   | Название                 | Роль  |
| ---- | - | ------------------------ | ----- |
| 2007 | с | Наша Russia              | камео |
| 2008 | ф | Самый лучший фильм       | камео |
| 2010 | ф | Наша Russia. Яйца судьбы | камео |
| 2018 | ф | Тренер                   | Додин |